# Bill Holland
Bill Holland (ur. 13 grudnia 1907 w Filadelfii, zm. 20 maja 1984 w Tucson) – amerykański kierowca wyścigowy.
Startował w Indianapolis 500 w czasach, kiedy wyścig był uznawany za wyścig Formuły 1.